# Tectaria antioquiana
Tectaria antioquiana là một loài dương xỉ trong họ Tectariaceae. Loài này được John Gilbert Baker mô tả khoa học đầu tiên năm 1881.